# Casey Andringa
Casey Andringa (* 6. Oktober 1995 in Milwaukee) ist ein US-amerikanischer Freestyle-Skier. Er startet in den Buckelpisten-Disziplinen  Moguls und Dual Moguls.

## Werdegang
Andringa startete im Februar 2012 in Telluride erstmals im Nor-Am-Cup und belegte dabei die Plätze 25 und 19 im Moguls. Bei den Juniorenweltmeisterschaften 2013 in Chiesa in Valmalenco errang er den 14. Platz im Moguls und den achten Platz im Dual Moguls und holte im März 2015 bei den Juniorenweltmeisterschaften Bronze im Dual Moguls. In der Saison 2015/16 erreichte mit drei zweiten Plätzen den vierten Platz in der Moguls-Disziplinenwertung und in der Saison 2016/17 mit vier dritten, zwei zweiten Plätzen und einen Sieg den fünften Gesamtrang und den zweiten Platz in der Moguls-Disziplinenwertung des Nor-Am-Cups. Sein Debüt im Weltcup hatte er im Januar 2018 in Calgary, das er auf dem siebten Platz im Moguls-Wettbewerb beendete. Im folgenden Monat wurde er bei den Olympischen Winterspielen in Pyeongchang Fünfter im Moguls. In der Saison 2018/19 kam er bei neun Weltcupstarts, fünfmal unter die ersten Zehn und erreichte damit den neunten Platz im Moguls-Weltcup. Beim Saisonhöhepunkt, den Weltmeisterschaften 2019 in Park City, belegte er den 19. Platz im Moguls und den fünften Rang im Dual Moguls.

## Erfolge

### Olympische Spiele
- Pyeongchang 2018: 5. Moguls

### Weltmeisterschaften
- Park City 2019: 5. Dual Moguls, 19. Moguls

### Weltcupwertungen
| Saison  | Gesamt | Gesamt | Moguls | Moguls |
| Saison  | Platz  | Punkte | Platz  | Punkte |
| ------- | ------ | ------ | ------ | ------ |
| 2017/18 | 101.   | 13,5   | 18.    | 135    |
| 2018/19 | 52.    | 22,89  | 9.     | 206    |

### Juniorenweltmeisterschaften
- Chiesa in Valmalenco 2013: 8. Dual Moguls, 14. Moguls
- Chiesa in Valmalenco 2015: 3. Dual Moguls, 30. Moguls

### Nor-Am-Cup
- Saison 2016/17: 2. Moguls-Disziplinenwertung
- 11 Podestplätze im Nor-Am Cup, davon 1 Sieg